# Eudorylas modicus
Eudorylas modicus är en tvåvingeart som först beskrevs av Hardy 1949.  Eudorylas modicus ingår i släktet Eudorylas och familjen ögonflugor.
Artens utbredningsområde är Kongo. Inga underarter finns listade i Catalogue of Life.